# José A. Terry
José Antonio Terry (Bagé, Brasil, 31 de octubre de 1846 - Buenos Aires, 8 de diciembre de 1910), abogado, periodista, financista y político argentino nacido en Brasil, que ejerció como ministro de Hacienda de los presidentes Luis Sáenz Peña, Julio Argentino Roca y Manuel Quintana.

## Biografía
Hijo de exiliados argentinos, nacido en Brasil, se estableció en su niñez en Buenos Aires. Se doctoró en jurisprudencia en la Universidad de Buenos Aires con una tesis sobre Ciudadanía en 1871.
Inició su carrera como periodista para los diarios La Prensa, La Discusión y La Nación. Ocupó cargos en el Banco Hipotecario Nacional, en la Caja de Conversión y en la Dirección de Ferrocarriles.
Fue diputado y senador en la Legislatura de la Provincia de Buenos Aires, y posteriormente senador nacional.
En medio de la continua inestabilidad en que se hallaba sumido el gobierno de Luis Sáenz Peña, fue nombrado ministro de Hacienda en agosto de 1893. Logró dominar la crisis financiera, la crisis política llevaría a la renuncia de Sáenz Peña y de todo su gabinete en enero de 1895.

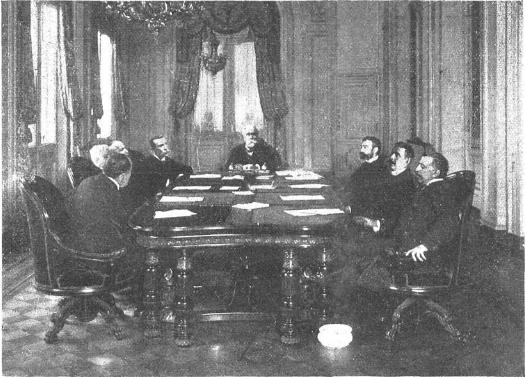
Primera reunión del Gabinete del Presidente Quintana. 17 de octubre de 1904.

Fue llamado al Ministerio de Hacienda por segunda vez en 1902, por el presidente Julio Argentino Roca. Su gestión fue exitosa, y — a pesar de haber contrariado y logrado detener el proyecto de unificación de la deuda pública gestionado por el gobierno — tuvo tan buenas relaciones con el presidente, que éste le encargó provisionalmente el Ministerio de Relaciones Exteriores, en reemplazo del fallecido Amancio Alcorta. En tal carácter, viajó a Santiago de Chile, para firmar un tratado de paz con ese país, conocido como los Pactos de Mayo, que dejaban definitivamente atrás el peligro de guerra entre los dos países por la indefinición de sus fronteras. Este tratado ha sido exacerbadamente criticado por distintos autores, por la falta de reciprocidad entre los compromisos asumidos por Chile y la Argentina, y por la obligación que asumía la Argentina de limitar su armamento hasta igualar los que dispusiera la vecina república. Igualmente vergonzoso resultó para otros analistas, como el diputado Indalecio Gómez, la obligación perpetua en que se ponía la Argentina de aceptar la mediación de Gran Bretaña en todo conflicto futuro, habida cuenta de que la Argentina podría llegar a ser perjudicada, por tener asuntos diplomáticos pendientes con Inglaterra, en torno a las Islas Malvinas
Tras el final del mandato de Roca, permaneció en el cargo de Ministro de Hacienda con su sucesor, Manuel Quintana, hasta su fallecimiento en marzo de 1906.
Falleció en Buenos Aires en 1910, y sus restos descansan en el Cementerio de La Recoleta de esa ciudad.

## Genealogía
José Antonio Terry Costa fue hijo de José Antonio Mariano Terry y Sostera Costa, y sobrino del general Jerónimo Costa.
Se casó el 19 de mayo de 1878 en Buenos Aires con su prima Leonor Quirno Costa —habiendo recibido una exención por el segundo grado de parentesco— con la que tuvo 3 hijos José Antonio Alejandro, Leonor Irma y Sotera Fernanda.
Su bisabuelo, Gabriel Coste, nacido el 11 de julio de 1740 en Collonges-la-Rouge de  Corrèze, Francia, emigró a la Argentina y después de españolizado su nombre, se casó el 13 de octubre de 1772 con Juana Núñez Sinforosa María de la Torre.